# حسن علييف
حسن علييف (بالأذرية: Həsən Əliyev)‏ هو مصارع هاوي أذربيجاني، ولد في 14 نوفمبر 1989 في Qazax ‏ في أذربيجان.

## وصلات خارجية
- حسن علييف على موقع قاعدة بيانات المصارعة الدولية (الإنجليزية)
- حسن علييف على موقع أوليمبيديا (الإنجليزية)